# Leaves’ Eyes
Leaves’ Eyes ist eine deutsche Symphonic-Metal-Band.

## Bandgeschichte
Gegründet wurde Leaves’ Eyes im Sommer 2003, noch bevor Frontfrau Liv Kristine wegen unüberbrückbarer musikalischer Differenzen von ihrer früheren Band Theatre of Tragedy entlassen wurde. Die restlichen Bandmitglieder stammen von Atrocity.
Im Jahr 2004 erschien das Debütalbum Lovelorn, aus dem die Single Into Your Light mit Video ausgekoppelt wurde. Im Sommer desselben Jahres spielte Leaves’ Eyes und Atrocity eine gemeinsame Tournee in Deutschland. Bereits ein Jahr später im Mai 2005 folgte das zweite Album Vinland Saga, das erstmals eine Position in den deutschen Albumcharts erreichte. Im September tourte die Band gemeinsam mit Paradise Lost in den Vereinigten Staaten, im Oktober folgten einige Konzerte in Nordamerika mit God Dethroned, Nightrage, Atrocity und weiteren Bands. Ebenfalls im Oktober fand ein Auftritt auf dem Metal Female Voices Fest 2005 in Wieze, Lebbeke in Ostflandern statt, bevor die Band im Dezember 2005 als Vorband auf der traditionellen Weihnachtstournee von Subway to Sally spielte.
2006 erschien mit Legend Land eine EP, die sich ebenfalls in den deutschen Charts platzieren konnte. Vorher spielte die Band im Frühjahr eine Europatournee mit Elis, im Winter war Leaves’ Eyes Vorband auf der US-Tournee von Blind Guardian. Dazwischen traten Atrocity und Leaves’ Eyes im April in Brasilien und im September in Australien auf.
Im Sommer 2007 spielte Leaves’ Eyes erneut als Vorband in den Vereinigten Staaten und Europa, diesmal für die US-amerikanische Power-Metal-Band Kamelot. Am 20. Oktober 2007 wurde vor 3500 Zuschauern eine Live-DVD auf dem Metal Female Voices Fest aufgenommen, die im Februar 2009 veröffentlicht wurde. Im November 2007 verließen der Bassist Chris Lukhaup und der Schlagzeuger Moritz Neuner Leaves’ Eyes und Atrocity. Im Januar 2008 wurde Nick Barker als neuer Schlagzeuger von Leaves’ Eyes und Atrocity vorgestellt. Im August 2008 spielte Leaves Eyes auf dem Wacken Open Air. 2010 war Leaves’ Eyes wieder als Vorband von Kamelot bei deren Europatournee unterwegs. Leaves’ Eyes spielte 2010 wieder auf dem MFVF in Belgien. Im Frühjahr 2011 tourten Leaves’ Eyes gemeinsam mit Tarja Turunen durch Deutschland, im April desselben Jahres erschien das neue Album Meredead.
Am 15. April 2016 gab die Band die Trennung von Liv Kristine aus persönlichen Gründen bekannt. Kurz darauf präsentierte Leaves Eyes die Sopranistin und Gründerin der finnischen Melodic-Metal-Band EnkElination, Elina Siirala, als Nachfolgerin.

## Stil

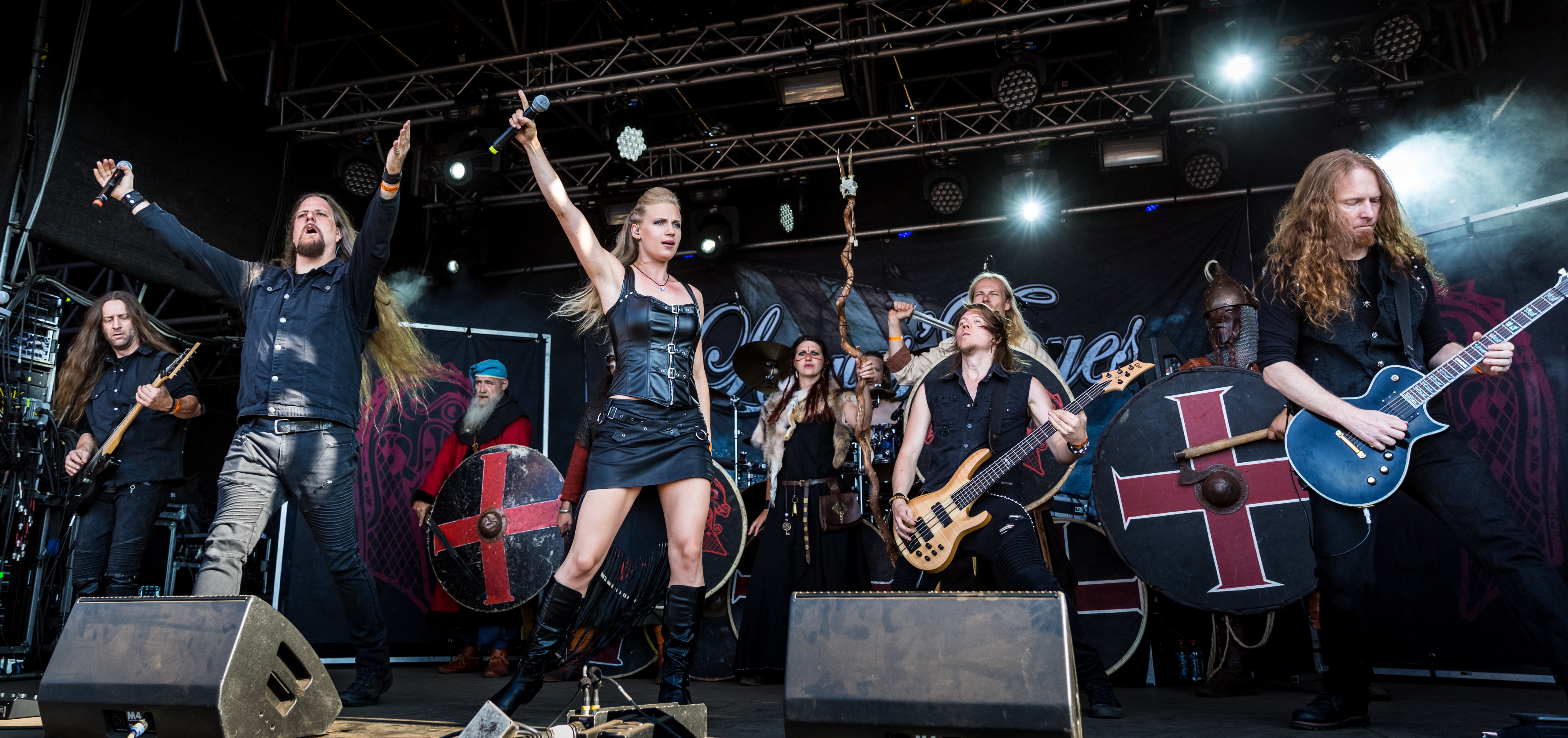
Leaves’ Eyes beim Wacken Open Air 2018

Der Musikstil erinnert ab und zu an den der frühen Theatre of Tragedy und ist dominiert vom Gesang Elina Siiralas und Growl-Passagen von Alexander Krull. Als typische Lieder können Elegy und Farewell Proud Men genannt werden, deren Texte vom Leben der Wikinger erzählen, und vom Leiden der zurückgelassenen Ehefrauen.

## Galerie

Leaves’ Eyes, Besetzung live auf den Rock & Metal Day'z 2025 in Oschersleben
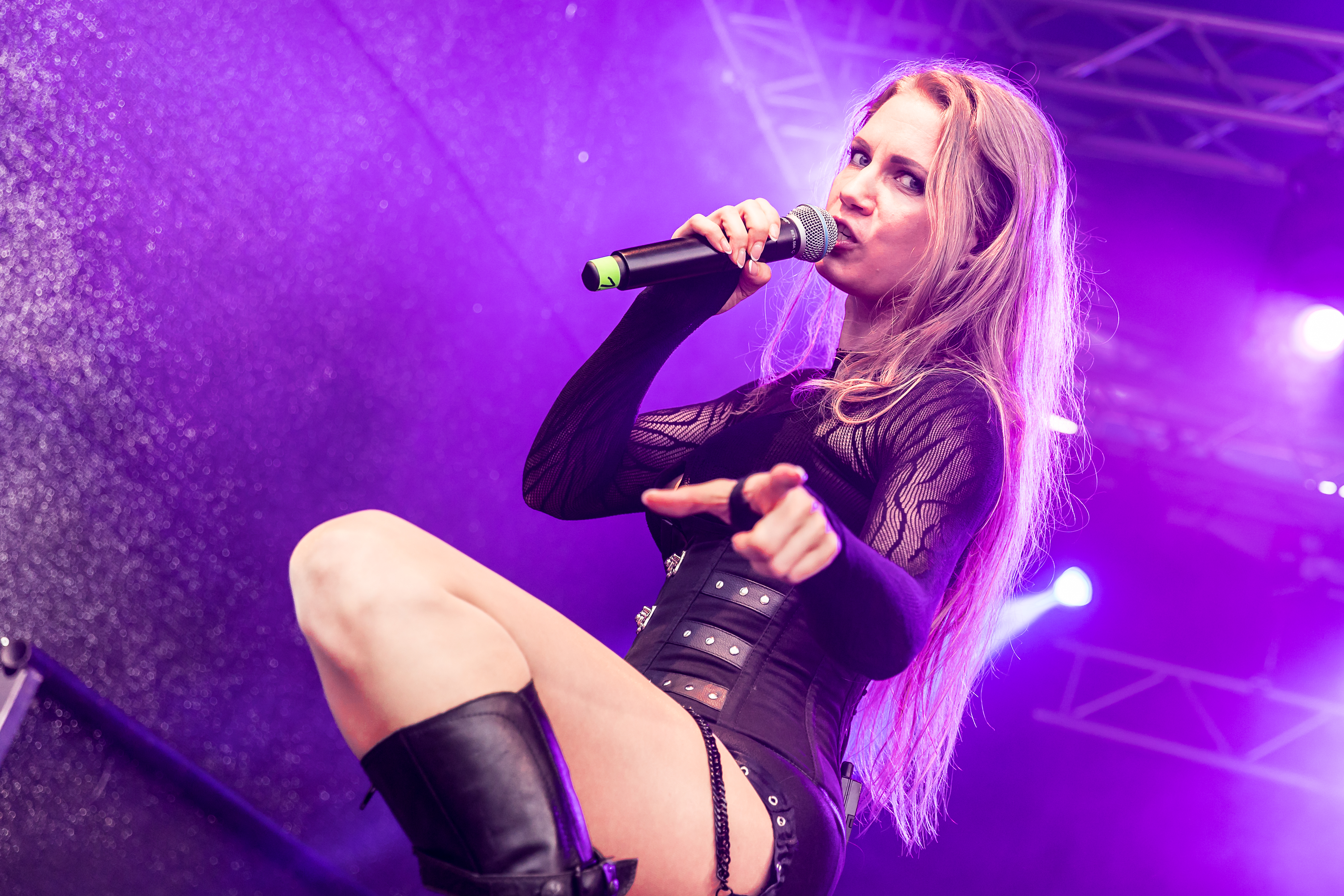
Sängerin Elina Siiralia
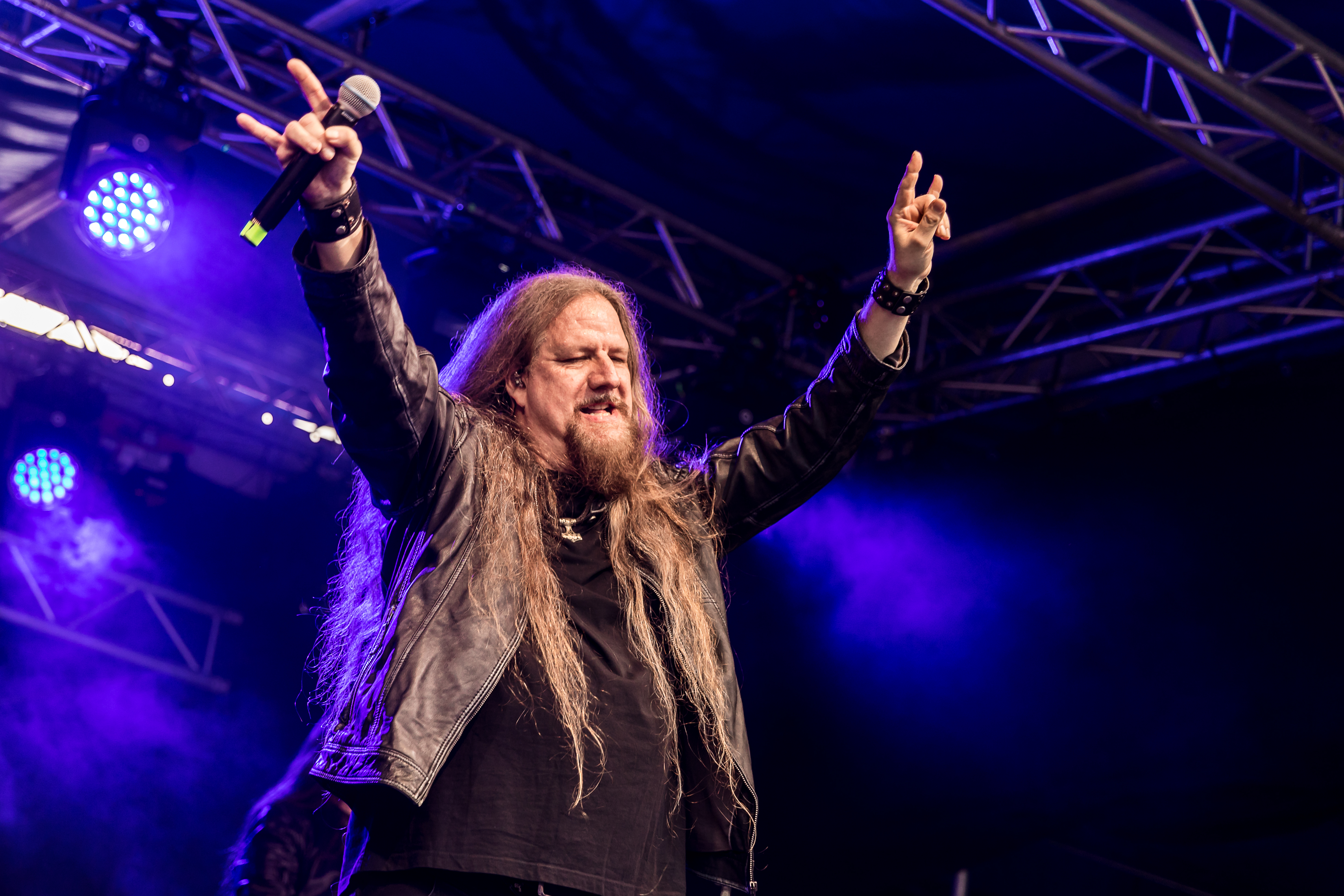
Sänger Alexander Krull
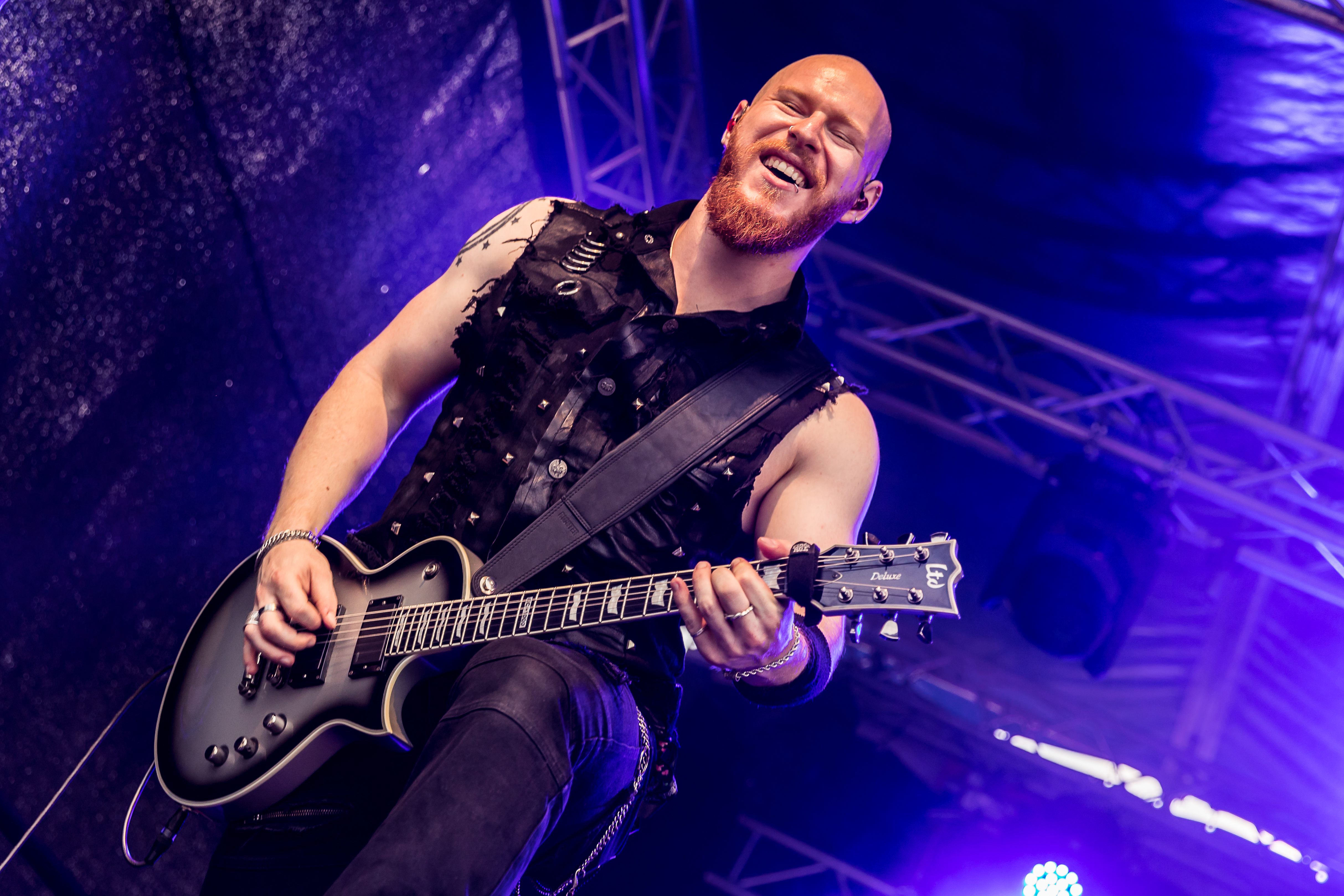
Gitarrist Luc Gebhardt
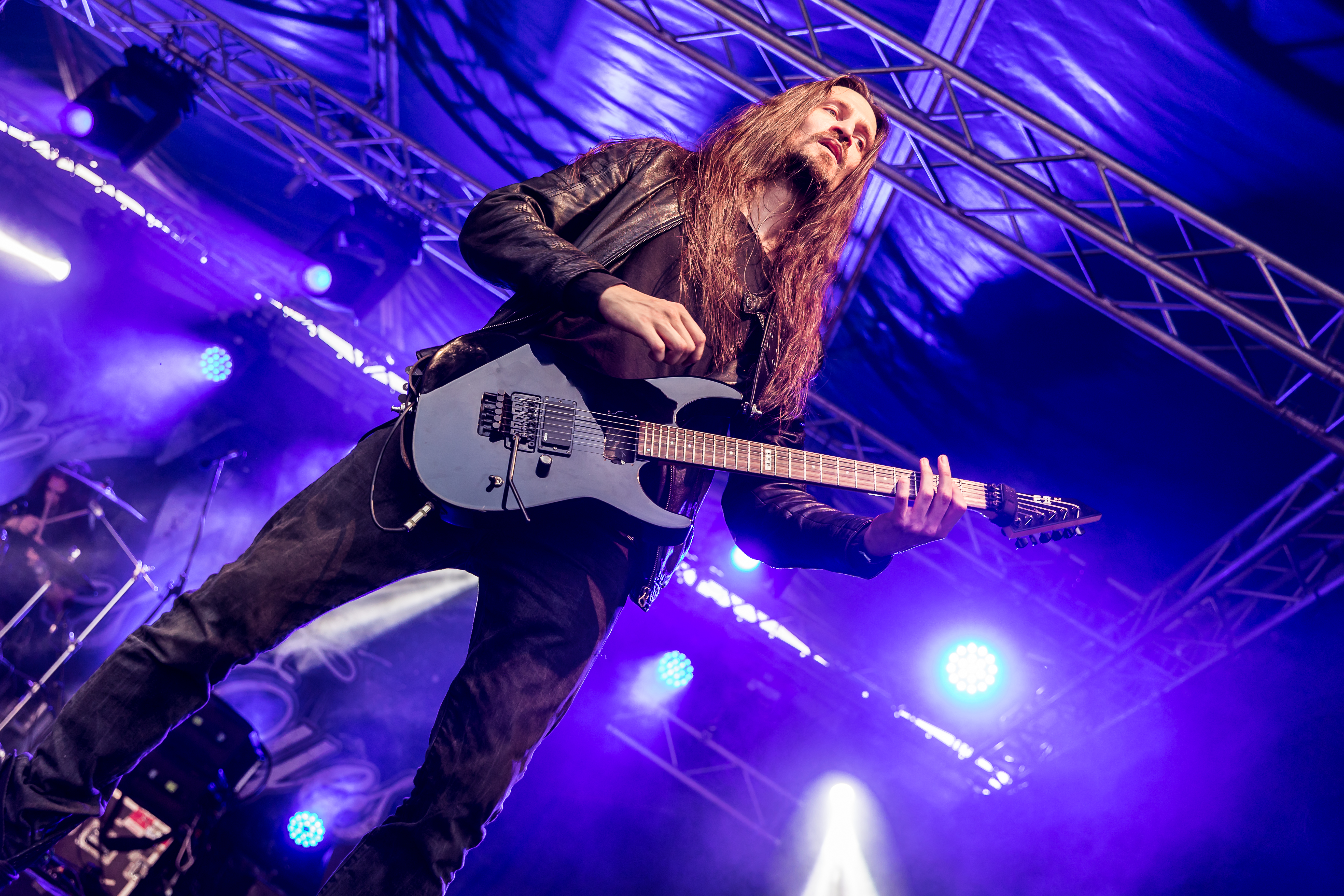
Gitarrist Florian Ewert
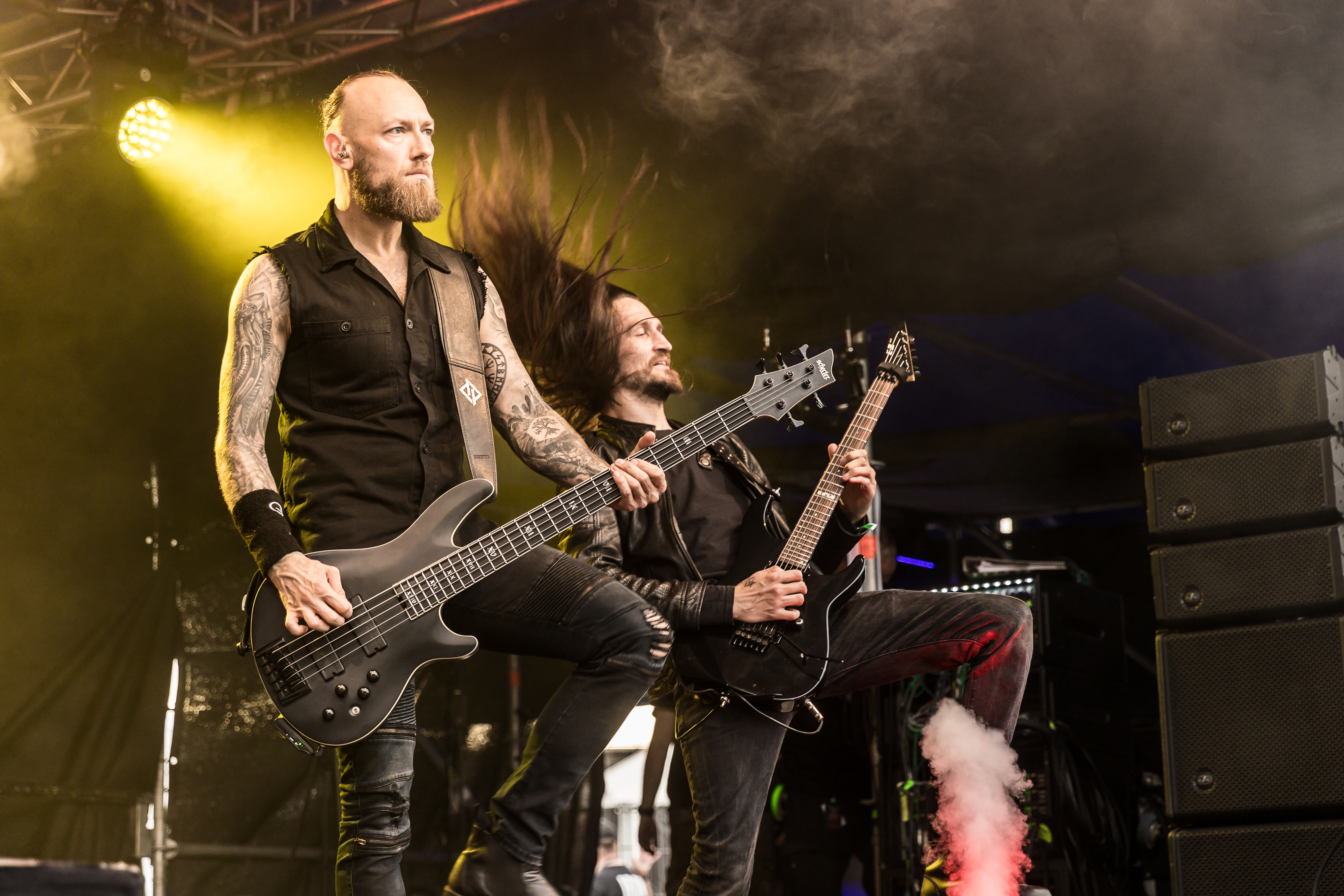
Bassist Dominik Prykiel

## Diskografie

### Alben
| Jahr | Titel Musiklabel                       | Höchstplatzierung, Gesamtwochen, AuszeichnungChartplatzierungen (Jahr, Titel, Musiklabel, Platzierungen, Wochen, Auszeichnungen, Anmerkungen) | Höchstplatzierung, Gesamtwochen, AuszeichnungChartplatzierungen (Jahr, Titel, Musiklabel, Platzierungen, Wochen, Auszeichnungen, Anmerkungen) | Höchstplatzierung, Gesamtwochen, AuszeichnungChartplatzierungen (Jahr, Titel, Musiklabel, Platzierungen, Wochen, Auszeichnungen, Anmerkungen) | Anmerkungen                              |
| Jahr | Titel Musiklabel                       | DE | CH | AT | Anmerkungen                              |
| ---- | -------------------------------------- | --- | --- | --- | ---------------------------------------- |
| 2004 | Lovelorn Napalm Records                | — | — | — | Erstveröffentlichung: 26. Mai 2004       |
| 2005 | Vinland Saga Napalm Records            | DE62 (1 Wo.)DE | — | — | Erstveröffentlichung: 30. Mai 2005       |
| 2009 | Njord Napalm Records                   | DE30 (2 Wo.)DE | CH88 (1 Wo.)CH | — | Erstveröffentlichung: 26. August 2009    |
| 2011 | Meredead Napalm Records                | DE32 (2 Wo.)DE | — | — | Erstveröffentlichung: 22. April 2011     |
| 2013 | Symphonies of the Night Napalm Records | DE49 (1 Wo.)DE | — | — | Erstveröffentlichung: 15. November 2013  |
| 2015 | King of Kings AFM Records              | DE15 (2 Wo.)DE | CH54 (1 Wo.)CH | — | Erstveröffentlichung: 11. September 2015 |
| 2018 | Sign of the Dragonhead AFM Records     | DE21 (1 Wo.)DE | CH33 (1 Wo.)CH | AT69 (1 Wo.)AT | Erstveröffentlichung: 12. Januar 2018    |
| 2020 | The Last Viking AFM Records            | DE28 (1 Wo.)DE | CH62 (2 Wo.)CH | — | Erstveröffentlichung: 23. Oktober 2020   |
| 2024 | Myths of Fate AFM Records              | DE17 (1 Wo.)DE | CH66 (1 Wo.)CH | — | Erstveröffentlichung: 22. März 2024      |

### EPs
| Jahr | Titel Musiklabel           | Höchstplatzierung, Gesamtwochen, AuszeichnungChartsChartplatzierungen (Jahr, Titel, Musiklabel, Platzierungen, Wochen, Auszeichnungen, Anmerkungen) | Anmerkungen                        |
| Jahr | Titel Musiklabel           | DE | Anmerkungen                        |
| ---- | -------------------------- | --- | ---------------------------------- |
| 2005 | Elegy Napalm Records       | DE76 (1 Wo.)DE | Erstveröffentlichung: 2. Mai 2005  |
| 2006 | Legend Land Napalm Records | DE75 (1 Wo.)DE | Erstveröffentlichung: 9. Juni 2006 |

Weitere EPs
- 2009: My Destiny
- 2010: At Heaven’s End
- 2011: Melusine
- 2016: Fires in the North
- 2019: Black Butterfly

### Singles
- 2004: Into Your Light
- 2015: Halvdan the Black
- 2015: The Waking Eye
- 2017: Across the Sea
- 2017: Sign of the Dragonhead
- 2018: Jomsborg
- 2018: Riders on the Wind
- 2020: Dark Love Empress

### Videoalben
| Jahr | Titel Musiklabel                                                 | Höchstplatzierung, Gesamtwochen, AuszeichnungChartsChartplatzierungen (Jahr, Titel, Musiklabel, Platzierungen, Wochen, Auszeichnungen, Anmerkungen) | Anmerkungen                            |
| Jahr | Titel Musiklabel                                                 | DE | Anmerkungen                            |
| ---- | ---------------------------------------------------------------- | --- | -------------------------------------- |
| 2009 | We Came with the Northern Winds: En Saga I Belgia Napalm Records | DE75 (1 Wo.)DE | Erstveröffentlichung: 27. Februar 2009 |